# Biviers
Biviers é uma comuna francesa na região administrativa de Auvérnia-Ródano-Alpes, no departamento de Isère. Estende-se por uma área de 6,17 km². Em 2010 a comuna tinha 2 455 habitantes (densidade: 397,9 hab./km²).